# Арнольд, Эдвин Лестер
Эдвин Лестер Арнольд (англ. Edwin Lester Linden Arnold, 14 мая 1857 — 1 марта 1935) — английский журналист и писатель, сын поэта-лауреата Эдвина Арнольда.

## Биография
Эдвин Лестер Арнольд родился в Суонкомбе, графство Кент, но большую часть детства провёл с родителями в Индии. В Англию вернулся для получения образования; специализировался в областях сельского хозяйства и орнитологии. С 1883 года работал как журналист. Первые его книги — документальные «A Summer Holiday In Scandinavia» (1877), «Coffee: Its Cultivation and Profit» (1886) и «Bird Life In England» (1887).
В 1890 году обратился к фантастике и написал свой первый роман «The Wonderful Adventures of Phra the Phoenician» (с англ. — «Невероятные приключения финикиянина Фра») — приключения воина, который живет на протяжении тысячелетий, периодически впадая в многовековой сон. Роман был впервые опубликован с продолжением в «Illustrated London News», а затем выпущен отдельными изданиями в Британии и США. Арнольд продолжил писательскую карьеру романами «The Constable of St. Nicholas» (1894) и «Lepidus the Centurion: A Roman of Today» (1901) и сборником короткой прозы «The Story of Ulla and Other Tales» (1895), которые, однако, не имели значительного успеха.
В 1905 году Арнольд выпустил свой последний фантастический роман «Lieut. Gullivar Jones: His Vacation», сюжет которого во многих деталях предвосхищал «марсианские» романы Берроуза. Однако роман не получил в то время никакого резонанса, что вынудило Арнольда оставить литературную карьеру.
Скончался он в 1935 году.

## Влияние на массовую культуру
Давние произведения Арнольда периодически появлялись в фантастических журналах после его смерти, однако по-настоящему издатели «переоткрыли» его в 1964 году, когда роман «Lieut. Gullivar Jones» был переиздан под названием «Gulliver of Mars», а затем на его основе была создана серия комиксов. В предисловии к новому изданию писатель и исследователь истории фантастики Ричард Лупофф предположил, что роман Арнольда мог стать источником вдохновения для Эдгара Райса Берроуза при написании его дебютного романа «Принцесса Марса».
Впоследствии фантастические произведения Арнольда переиздавались и сейчас доступны в электронных изданиях.

### Художественная проза
- «The Wonderful Adventures of Phra the Phœnician» (роман, 1890) (Электронная версия доступна в Internet Archive, есть перевод, изданный на русском ограниченным тиражом[4])
- «Rutherford the Twice-Born» (повесть, 1892)
- «The Constable of St. Nicholas» (роман, 1894)
- «The Story of Ulla and Other Tales» (сборник короткой прозы, 1895)
- «Lepidus the Centurion: A Roman of Today» (роман, 1901) (Электронная версия доступна в Internet Archive)
- «Lieut. Gullivar Jones: His Vacation» (роман, 1905) (В Project Gutenberg под названием «Gulliver of Mars» Архивировано 8 июля 2012 года.)

### Документалистика
- «A Summer Holiday in Scandinavia» (1877) (Электронная версия доступна в Internet Archive)
- «Coffee: Its Cultivation and Profit» (1886) (Электронная версия доступна в Google Books)
- «Bird Life in England» (1887) (Электронная версия доступна в Internet Archive)
- «England as She Seems: Being Selections from the Notes of an Arab Hajji» (1888)
- «On the Indian Hills: or, Coffee-planting in Southern India» (1893) (Электронная версия доступна в Google Books)
- «The Soul of the Beast» (1960)